# Therippia latefasciata
Therippia latefasciata är en skalbaggsart som beskrevs av Stefan von Breuning 1936. Therippia latefasciata ingår i släktet Therippia och familjen långhorningar. Inga underarter finns listade i Catalogue of Life.